# Papuagrion laminatum
Papuagrion laminatum – gatunek ważki z rodziny łątkowatych (Coenagrionidae).